# Ballinger
Ballinger è una città della contea di Runnels, di cui ne è anche il capoluogo, nello Stato del Texas, negli Stati Uniti. Secondo il censimento del 2020, possedeva una popolazione di 3 619 abitanti.

## Geografia fisica
Secondo l'Ufficio del censimento degli Stati Uniti, ha una superficie totale di 3,36 mi² (8,70 km²).

## Storia
La città è stata fondata in concomitanza della costruzione della Gulf, Colorado and Santa Fe Railway, che nel 1886 la sua linea ferroviaria era in arrivo da ovest di Brownwood. Runnels City, il primo capoluogo della contea, chiese alla compagnia ferroviaria se era possibile creare uno scalo nel centro abitato. Tuttavia, venne scelto il sito di Ballinger, situato cinque miglia a sud, poiché era presente l'acqua che poteva rifornire le locomotive a vapore. I primi lotti della città furono venduti il 29 giugno 1886. La città inizialmente si chiamava Gresham e successivamente Hutchings (in onore, rispettivamente, di Walter Gresham e John H. Hutchings, due azionisti della Santa Fe). Il nome attuale è in onore di William Pitt Ballinger, un avvocato di Galveston e azionista della Gulf, Colorado and Santa Fe. Un ufficio postale è stato aperto il 1º giugno 1886. La città è stata riconosciuta nel 1892.

## Società

### Evoluzione demografica
Secondo il censimento del 2020, la popolazione era di 3 619 abitanti. Al precedente censimento, quello del 2010, la popolazione era di 3 767 abitanti.

### Etnie e minoranze straniere
Secondo il censimento del 2020, la composizione etnica della città era formata dal 55,29% di bianchi, il 2,18% di afroamericani, lo 0,33% di nativi americani, lo 0,41% di asiatici, lo 0,14% di oceaniani, lo 0,36% di altre etnie e il 2,76% di due o più etnie. Ispanici o latinos di qualunque etnia erano il 38,52% della popolazione.

## Cultura
L'istruzione nella città di Ballinger è fornita dal Ballinger Independent School District.